# Тримулић Вели
43° 54′ 23″ N 15° 15′ 04″ E / 43.90639° С; 15.25111° И
Тримулић Вели је ненасељено острвце у хрватском дијелу Јадранског мора. Налази се у Корнатском архипелагу око 2 km сјеверозападно од острва Жут, између острвца Гламоч и Скала Велика. Његова површина износи 0,018 km², док дужина обалске линије износи 0,5 km. Највиши врх је висок 15 m. Грађен је од кречњака и доломита кредне старости. Административно припада општини Муртер-Корнати у Шибенско-книнској жупанији.